# Ootah Bay
Ootah Bay är en vik i Kanada.   Den ligger i territoriet Nunavut, i den nordöstra delen av landet, 4 200 km norr om huvudstaden Ottawa.
Trakten runt Ootah Bay är permanent täckt av is och snö. Trakten runt Ootah Bay är nära nog obefolkad, med mindre än två invånare per kvadratkilometer.